# Pedagogie digitală
Când ne referim la pedagogie digitală avem în vedere o gamă largă de concepte, situații educative, tehnici, metode și strategii didactice, resurse și contexte, instrumente și aplicații educaționale din sfera unei arii denumită în diverse variante interschimbabile sau particularizări, cum ar fi instruire asistată de calculator, educație mediată de computer, pedagogie mediată de tehnologie, medii virtuale de învățare/ instruire, curriculum digital, educație la distanță, e-learning, învățare online/ pedagogie online, web-based learning, pedagogie în cyberspațiu sau cyber pedagogy, pedagogie multimedia, pedagogia favorizată de resurse educaționale deschise (OER-enabled pedagogy), pedagogie în mediul electronic (electronically-enabled pedagogy), pedagogie hibridă.
Pedagogia digitală este partea pedagogiei care studiază proiectarea, desfășurarea și evaluarea situațiilor educative cu o componentă semnificativă de tehnologii digitale, precum și condițiile necesare pentru desfășurarea acestora. Vizează, în principal, teme precum: interacțiuni sincron și asincron în medii virtuale și mixte de învățare, platforme și instrumente de management al învățării, resurse educaționale digitale, valențe educaționale ale diverselor aplicații și instrumente digitale, asistenți virtuali pentru învățare și predare, competențele digitale ale cadrelor didactice, politici educaționale și programe specifice. 
În esență, pedagogia digitală se ocupă de educație – principii și legități, caracteristici, limite –, iar specificul domeniului este dat de nota distinctivă pe care componenta digitală o adaugă metodelor didactice, evaluării progresului școlar, conținuturilor, condițiilor învățării, precum și măsura în care contribuie la eficientizarea acestora. În situațiile în care o experiență de predare, învățare și/sau evaluare asistată de tehnologii digitale nu poate fi transpusă în „mediul analogic” fără a-i altera esența (obiectivele de învățare și/sau strategia didactică), atunci putem vorbi de inovație exclusivă domeniului de studiu al pedagogiei digitale.
Totuși, pedagogia digitală nu este o nouă știință a educației, ci o parte a pedagogiei, o componentă a sistemului științelor educației.